# WD 0346+246
WD 0346+246 – biały karzeł położony w gwiazdozbiorze Byka, odległy o około 91 lat świetlnych od Ziemi. Jest to jedna z najchłodniejszych znanych gwiazd tego typu, a także wraz z SDSS J110217.48+411315.4 jedna z najstarszych gwiazd w sąsiedztwie Słońca.

## Nazwa
Litery „WD” to akronim od angielskich słów white dwarf (biały karzeł), a „0346+246” to przybliżone położenie obiektu na nieboskłonie.

## Odkrycie
WD 0346+246 został odkryty w 1997 w trakcie badań mających na celu skatalogowanie brązowych karłów położonych w Plejadach.

## Charakterystyka
Obiekt charakteryzuje się dużym ruchem własnych (około 1,3′ x 10-3 na rok) co bardzo wyróżnia go na tle innych gwiazd, znajduje się około 91 lat świetlnych od Ziemi.
Szacuje się, że temperatura WD 0346+246 wynosi około 3650 K, co czyni go jednym z najchłodniejszych znanych białych karłów.